# Secretaria-Geral da Presidência da República Portuguesa
A Secretaria-Geral da Presidência da República é um serviço de apoio técnico, administrativo, informativo e documental da Presidência da República.
O Secretário-geral da Presidência da República é indicado pelo Presidente da República e é  por inerência do cargo, o secretário-geral das Ordens Honoríficas Portuguesas.
Criada por decreto do Presidente Manuel de Arriaga, em 24 de Agosto de 1911, teve como o seu primeiro Secretário-Geral, o seu filho Roque Manuel de Arriaga

## Funções[3]
O Secretário-geral da Presidência da República tem como funções:
- Assegurar os procedimentos administrativos e financeiros da Presidência da República;
- A gestão dos recursos humanos e patrimoniais da Presidência da República;
- Organizar solenidades, cerimónias e receções do Presidente da República;
- Assinar juntamente com o Presidente da República os autos de tomada de posses de Governos e membros do Estado e também condecorações;
- Velar pela conservação e boa apresentação das áreas do Palácio de Belém que estejam sob a sua responsabilidade bem como da residência oficial e respetivos mobiliário e equipamento, para eventos oficiais;
- Apoiar, do ponto de vista logístico, as deslocações do Presidente da República e respetiva comitiva;
- Segurar a administração e a gestão do sistema informático da Presidência da República;
- Prestar apoio ao Presidente da República eleito.

## Serviços[3]
A Secretaria-Geral dirige os seguintes serviços Administrativos e Financeiros, Serviços de Apoio e Relações Públicas, de Documentação e Arquivo, de Informática e Museu da Presidência da República.